# Barcelona Dragons

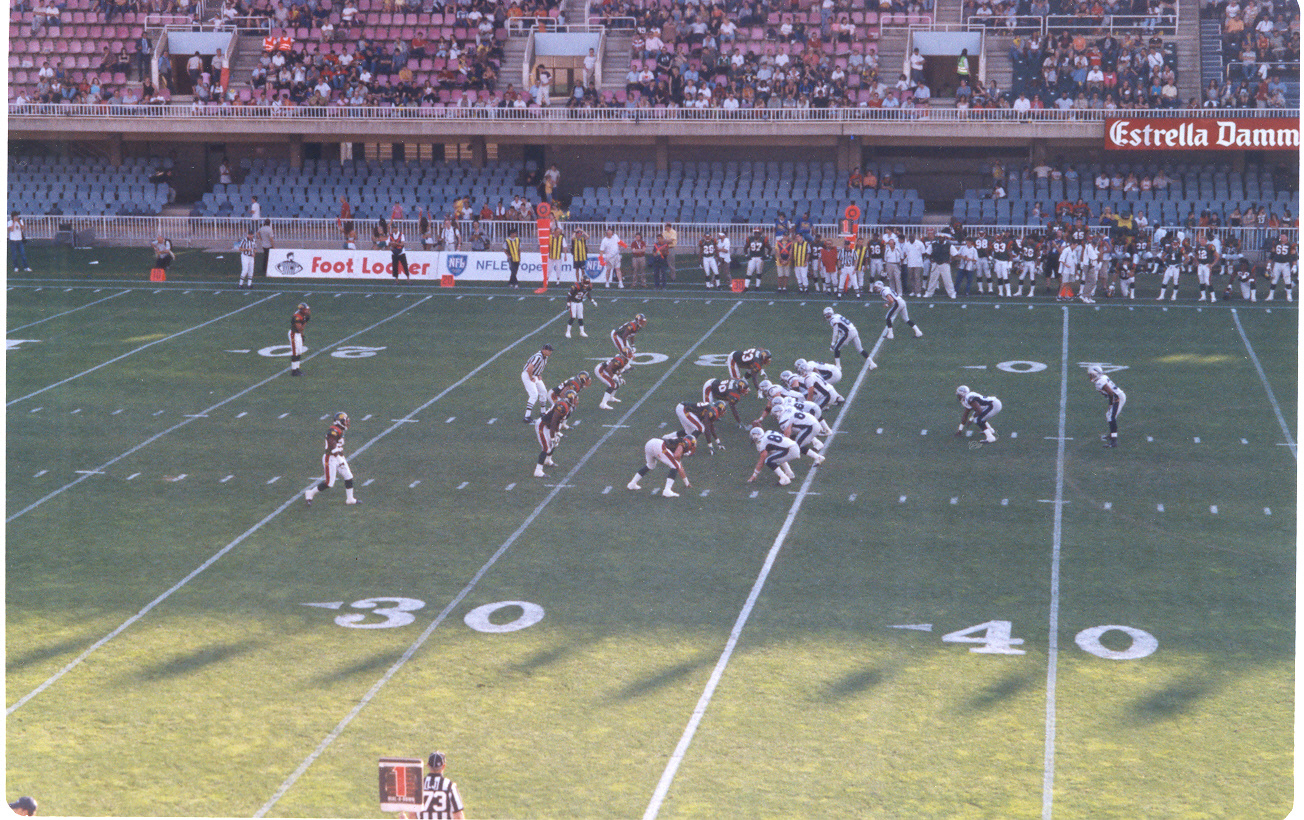
Zápas týmu Barcelona Dragons proti týmu Scottish Claymores

Barcelona Dragons (v letech 2002-2003 známý jako FC Barcelona Dragons) byl profesionální tým amerického fotbalu, založen v roce 1991. V letech 2021-2024 hrál tým European League of Football. 

## Historie
Tým fungoval v letech 1991-2003, domácí zápasy odehrával až do roku 1992 na stadiónu Olympic, po dvouroční pauze NFL Europe odehrával zápasy na Mini Estradi. V roce 1997 vyhrál World Bowl proti týmu Rhein Fire 38:24, byl to jediný World Bowl, který vyhrál. V roce 2002 zažil tým finanční krizi, ve které mu chtěl pomoci tým evropského fotbalu FC Barcelona, který se stal sponzorem týmu Dragons. Tým se musel přejmenovat na FC Barcelona Dragons, ale i přes velkou snahu tým udržet, podpora poklesla, tým Dragons byl zrušen a nahrazen v NFL Europe League německým týmem Cologne Centurions.
V roce 2021 byl klub obnoven a přihlášen do 1. ročníku European League of Football což je následovník NFL Europe, která se hrála v Evropě do roku 2007. Domácí zápasy hraje na stadionu Estadi Municipal de Reus a hlavní trenér je Andrew Weidinger. V prosinci 2024 byl oznámen konec týmu v ELF.

## Kontakt
adresa: Carrer de Recasens i Mercadé, 43206, Reus, Catalonia, Spain
email: info@barcelona-dragons.com
telefon: 977523239